# Punta Angamos
Punta Angamos es un cabo ubicado en el extremo de la Península de Mejillones, en la Región de Antofagasta, Chile. Es principalmente conocida porque en ella tuvo lugar el Combate de Angamos el 8 de octubre de 1879, durante la Guerra del Pacífico y que resultó en la captura del monitor Huáscar por la Armada de Chile y la muerte del héroe máximo de la Marina de Guerra del Perú, Contralmirante Miguel Grau Seminario.
- Datos: Q6092865